# IPod

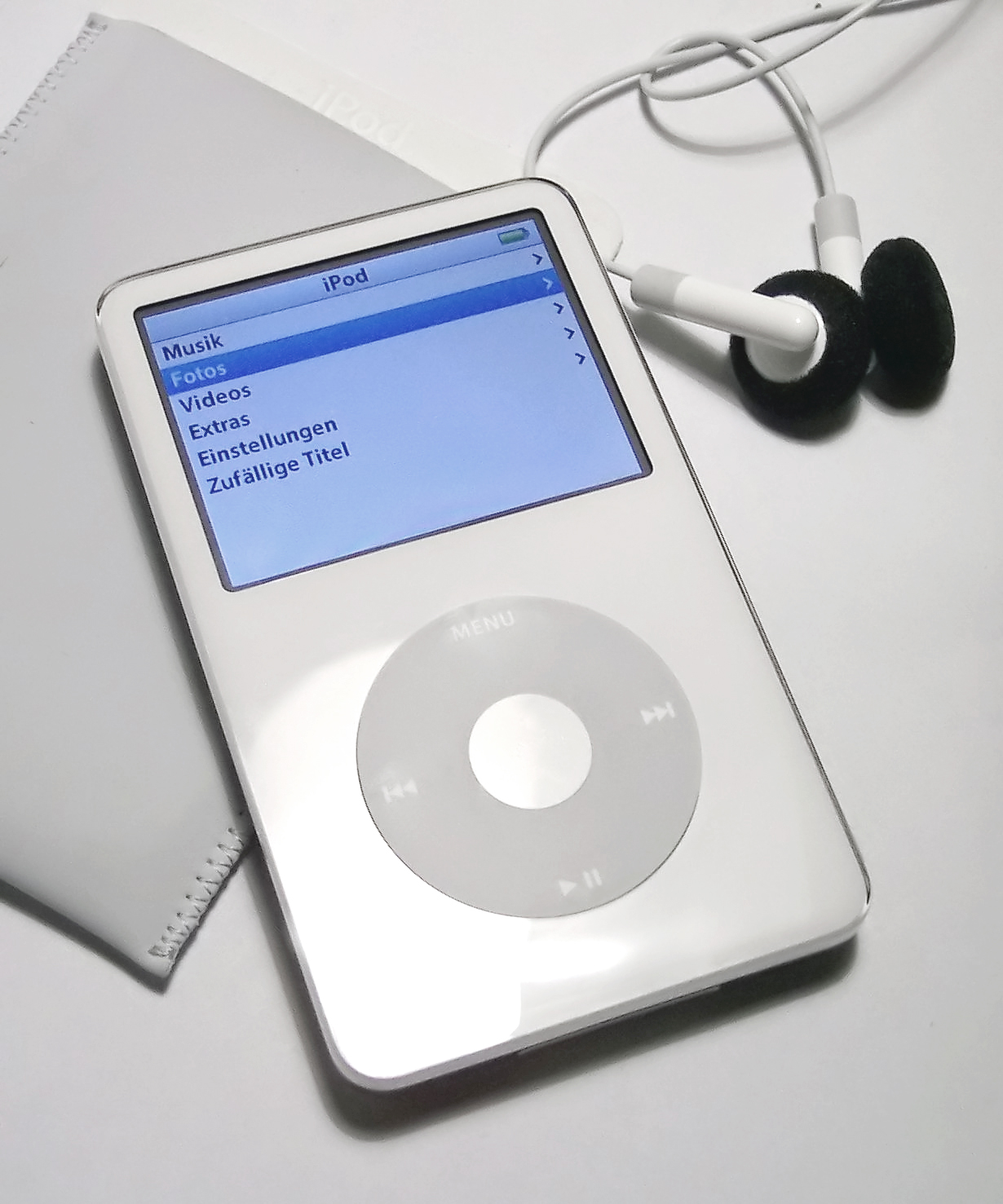
Biały iPod Classic 5. generacji

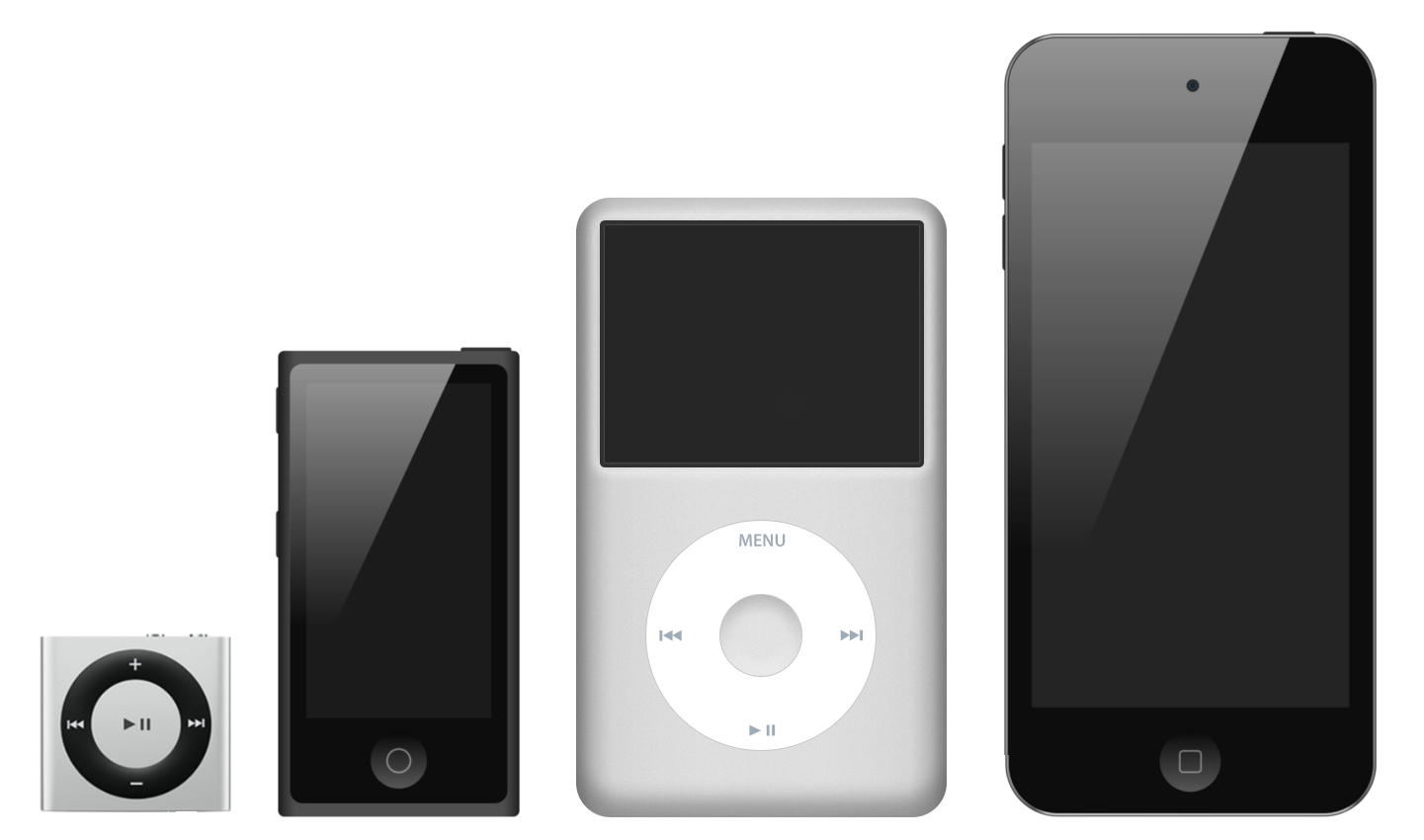
iPod shuffle, iPod nano, iPod classic, iPod touch

iPod – wspólna nazwa rodziny przenośnych odtwarzaczy multimedialnych, produkowanych przez firmę Apple w latach 2001-2019.
Niektóre z nich mogą działać w roli dodatkowego dysku twardego dla komputera stacjonarnego lub laptopa, natomiast iPod w najnowszej wersji, iPod touch, stanowi wielofunkcyjny komputer osobisty typu palmtop z systemem operacyjnym iOS i bezprzewodowym dostępem do internetu.
iPod był najpopularniejszym odtwarzaczem na świecie, dominującym na rynku amerykańskim, wielokrotnie przewyższając sprzedaż nawet takich firm jak Creative czy Sony. Do tej popularności przyczynił się sklep muzyczny Apple – iTunes Store, a także nietypowe wzornictwo i interfejs, strategia marketingowa i sprzedaży, zwłaszcza na rodzimym rynku.

## Charakterystyka
Najnowsze iPody wyposażone są albo w dysk twardy o pojemności 160 GB w iPod classic albo w pamięć typu flash – 2 GB lub 4GB w iPod shuffle, 8 GB lub 16 GB w iPod nano oraz 8 GB, 32 GB lub 64 GB w iPod touch.
Bateria zazwyczaj umożliwia ciągłą pracę od zaledwie nieco ponad 3 godzin do aż 40 godzin, w zależności od odtwarzacza i wykonywanych przez niego funkcji. Odtwarzanie lokalnego zasobu muzyki stanowi najmniejsze obciążenie baterii i pozwala na najdłuższe użytkowanie przy zasilaniu baterią, natomiast bezprzewodowe przeglądanie internetu przy jednocześnie włączonym odtwarzaniu lokalnego zasobu muzyki w przypadku iPoda touch na najkrótsze.
Oryginalne oprogramowanie iPoda umożliwia odczytywanie plików muzycznych w formatach: AAC (od 16 do 320 Kb/s), MP3 (CBR 32–320 Kbps i VBR), Apple Lossless, WAV, AIFF oraz Audible. Ponadto, od wersji iPod photo umożliwia przechowywanie i oglądanie plików graficznych w formatach: JPEG, BMP, GIF, TIFF oraz PNG, natomiast od przedstawionej 12 października 2005 wersji iPod video odtwarza pliki wideo w formatach MP4 wraz z H.264. Oprogramowanie iTunes pozwala także na automatyczną konwersję plików WMA na dowolny z obsługiwanych formatów jedynie na platformie Windows.
Początkowo iPody wyposażone były w monochromatyczny wyświetlacz. Obecnie wersje iPod, iPod nano i iPod touch są wyposażone w kolorowy wyświetlacz, natomiast iPod shuffle nie ma go w ogóle.
Zmniejszony wyświetlacz posiada iPod nano; jest to ekran o przekątnej nieco ponad 2 cale. W największy wyświetlacz, o przekątnej 3,5 cala i rozdzielczości 960 × 640 przy 326 ppi, wyposażono iPoda touch czwartej generacji (wcześniej 480 × 320, 163 ppi), odtwarzającego pliki wideo, a także bezprzewodowo w internecie pliki PDF i pliki w formacie MS Windows .doc za pomocą przeglądarki Safari. Ekran iPoda touch to nie tylko wyświetlacz, bowiem na całej powierzchni posiada także programowalny interfejs dotykowy Multi-Touch. iPod touch jest wyposażony w zmodyfikowany system operacyjny Mac OS X 10.5 i bezprzewodowy dostęp do internetu na zasadzie Wi-Fi 802.11 b/g, dzięki czemu odstaje od wcześniejszych iPodów jako sztucznie ograniczony przez producenta palmtop, a nie zwykły odtwarzacz muzyki czy wideo. Obecnie wykorzystanie jego pełnych możliwości wymaga nieoficjalnych modyfikacji, jednak Apple Inc. zapowiedziało udostępnienie w lutym 2008 warsztatu programisty (SDK) dla iPoda touch/iPhone'a, na nieokreślonych jeszcze warunkach.
Do iPodów dostępnych jest wiele akcesoriów, takich jak stacje dokujące, zestawy samochodowe, piloty czy tunery radiowe, dostarczanych przez Apple'a jak i współpracujących z nim dostawców. Bardzo popularne są różnego rodzaju etui z uwagi na łatwe rysowanie się obudów tych odtwarzaczy.

## Modele
| Model                        | Generacja                    | Zdjęcie | Pojemność | Łączność                          | Data premiery        | Najwcześniejszy system operacyjny umożliwiający synchronizację z komputerem | Żywotność baterii (w godzinach) | Żywotność baterii (w godzinach) |
| ---------------------------- | ---------------------------- | --- | --- | --------------------------------- | -------------------- | --------------------------------------------------------------------------- | ------------------------------- | ------------------------------- |
| classic                      | pierwsza (1G)                | iPod Classic 1. generacji | 5, 10 GB | FireWire                          | 23 października 2001 | Mac: 9, 10.1; Windows 2000 (po aktualizacji OSu do wersji 1,5               | audio: 10                       | audio: 10                       |
| classic                      | pierwsza (1G)                | iPod Classic 1. generacji | Nawigacyjne koło mechaniczne (Scroll Wheel) porusza się całe razem z palcem użytkownika. Przyciski na okręgu wokół kółka. |                                   |                      |                                                                             |                                 |                                 |
| classic                      | druga (2G)                   | iPod Classic 2. generacji | 10, 20 GB | FireWire                          | 17 lipca 2002        | Mac: 10.1 Win: 2000                                                         | audio: 10                       | audio: 10                       |
| classic                      | druga (2G)                   | iPod Classic 2. generacji | Kółko nawigacyjne staje się wrażliwe na dotyk – nie przesuwa się całe. Otrzymuje nazwę Touch Wheel. Zakrycie portu FireWire. |                                   |                      |                                                                             |                                 |                                 |
| classic                      | trzecia (3G)                 | iPod Classic 3. generacji | 10, 15, 20, 30, 40 GB | FireWire (USB tylko do ładowania) | 28 kwietnia 2003     | Mac: 10.1 Win: 2000                                                         | audio: 8                        | audio: 8                        |
| classic                      | trzecia (3G)                 | iPod Classic 3. generacji | Dodanie stacji dokującej do zestawu, przeniesienie przycisków do prostej linii pod ekranem. |                                   |                      |                                                                             |                                 |                                 |
| classic                      | czwarta (4G) (photo) (color) | iPod Classic 4. generacji | 20, 40 GB | FireWire lub USB                  | 19 lipca 2004        | Mac: 10.2 Win: 2000                                                         | audio: 12                       | audio: 12                       |
| classic                      | czwarta (4G) (photo) (color) | iPod Classic 4. generacji | Click Wheel, możliwość komunikacji przez USB. W tej wersji ekran monochromatyczny. |                                   |                      |                                                                             |                                 |                                 |
| classic                      | czwarta (4G) (photo) (color) | fourth generation iPod | photo: początkowo 40, 60 GB, później 30 GB | FireWire lub USB                  | 26 października 2004 | Mac: 10.2 Win: 2000                                                         | audio: 15 slideshow: 5          |                                 |
| classic                      | czwarta (4G) (photo) (color) | fourth generation iPod | color: 20, 60 GB | FireWire lub USB                  | 28 czerwca 2005      | Mac: 10.2 Win: 2000                                                         | audio: 15 slideshow: 5          |                                 |
| classic                      | czwarta (4G) (photo) (color) | fourth generation iPod | Kolorowy wyświetlacz, możliwość oglądania zdjęć. Wyjście słuchawkowe ma również funkcję wyjścia Video, za pomocą której można oglądać zdjęcia na ekranie TV. Dock ma wyjście SVideo. Przyciski zostają zintegrowane z Click Wheelem. Wersja Color zastąpiła wersję Photo i pierwszą wersję 4G z Click Wheel.                                                          |                                   |                      |                                                                             |                                 |                                 |
| classic                      | piąta (5G) (5,5g) (video)    | iPod Classic 5. generacji | 30, 60, 80 GB | USB (FireWire tylko do ładowania) | 12 października 2005 | Mac: 10.3 Win: 2000                                                         | 30 GB audio: 14 video: 2        | 60/80 GB audio: 20 video: 3/6.5 |
| classic                      | piąta (5G) (5,5g) (video)    | iPod Classic 5. generacji | Węższa obudowa. Większy wyświetlacz. Brak dołączanego osprzętu (oprócz słuchawek, kabla oraz specjalnego woreczka). Możliwość wyświetlania tekstów piosenek, a także odtwarzania filmów. Wersja 5.5G wydana bez żadnej reklamy zostaje wyposażona w jaśniejszy wyświetlacz, dysk twardy o pojemności 80gb. Dochodzi opcja wyszukiwania utworów.                       |                                   |                      |                                                                             |                                 |                                 |
| classic                      | Classic (6G)                 | iPod Classic 6. generacji | 80, 120, 160 GB | USB (FireWire tylko do ładowania) | 5 września 2007      | Mac: 10.4 Win: XP                                                           | 160 GB audio: 40 video: 7       |                                 |
| classic                      | Classic (6G)                 | iPod Classic 6. generacji | Nowy interfejs. Nowa, aluminiowa obudowa. Biały kolor zastąpiono srebrnym. Od września 2009 iPod classic występuje tylko w wersji o pojemności 160 GB. |                                   |                      |                                                                             |                                 |                                 |
| mini (zastąpiony przez nano) | pierwsza (1G)                | first generation iPod mini | 4 GB | USB lub FireWire                  | 6 stycznia 2004      | Mac: 10.1 Win: 2000                                                         | audio: 8                        | audio: 8                        |
| mini (zastąpiony przez nano) | pierwsza (1G)                | first generation iPod mini | Nowy, mały model. Dostępny w pięciu kolorach. Przechowuje dane na 1" twardym dysku typu Microdrive Posiadał Clickwheel. |                                   |                      |                                                                             |                                 |                                 |
| mini (zastąpiony przez nano) | druga (2G)                   | second generation iPod mini | 4, 6 GB | USB lub FireWire                  | 22 lutego 2005       | Mac: 10.2 Win: 2000                                                         | audio: 18                       | audio: 18                       |
| mini (zastąpiony przez nano) | druga (2G)                   | second generation iPod mini | Był w jasnych wariantach kolorystycznych i z baterią o dłuższej żywotności. Click Wheel miał wytłoczone symbole w kolorze obudowy. Kolor złoty został wycofany. |                                   |                      |                                                                             |                                 |                                 |
| nano                         | pierwsza (1G)                | first generation iPod nano | 1, 2, 4 GB | USB (FireWire tylko do ładowania) | 7 września 2005      | Mac: 10.3 Win: 2000                                                         | audio: 14 slideshow: 4          | audio: 14 slideshow: 4          |
| nano                         | pierwsza (1G)                | first generation iPod nano | Następca modelu mini. Zamiast twardego dysku przechowuje dane na pamięci flash. Dostępny w kolorze białym lub czarnym. Na kolorowym ekranie można było oglądać zdjęcia. |                                   |                      |                                                                             |                                 |                                 |
| nano                         | druga (2G)                   | 4 GB blue iPod nano | 2, 4, 8 GB | USB (FireWire tylko do ładowania) | 12 września 2006     | Mac: 10.3 Win: 2000                                                         | audio: 24 slideshow: 5          | audio: 24 slideshow: 5          |
| nano                         | druga (2G)                   | 4 GB blue iPod nano | Obudowa z anodyzowanego aluminium i sześć wariantów kolorystycznych. |                                   |                      |                                                                             |                                 |                                 |
| nano                         | trzecia (3G)                 | 4 GB third generation iPod nano | 4, 8 GB | USB (FireWire tylko do ładowania) | 5 września 2007      | Mac: 10.4 Win: XP                                                           | audio: 24 video: 5              | audio: 24 video: 5              |
| nano                         | trzecia (3G)                 | 4 GB third generation iPod nano | 2-calowy, kolorowy ekran; odświeżenie kolorów, nowy interfejs, obsługa plików wideo. |                                   |                      |                                                                             |                                 |                                 |
| nano                         | czwarta (4G)                 | iPod nano IV generacji | 4, 8, 16 GB | USB (FireWire tylko do ładowania) | 9 września 2008      | Mac: 10.4 Win: XP                                                           | audio: 24 video: 4              | audio: 24 video: 4              |
| nano                         | czwarta (4G)                 | iPod nano IV generacji | Powrót do wydłużonej formy, wykonany z aluminium. Przyspieszeniomierz (akcelerometr) służy do potrząsania (losowanie kolejności odtwarzania utworów) i widoku horyzontalnego. 9 wersji kolorystycznych. |                                   |                      |                                                                             |                                 |                                 |
| nano                         | piąta (5G)                   | iPod nano V generacji | 8, 16 GB | USB (FireWire tylko do ładowania) | 10 września 2009     | Mac: 10.4 Win: XP                                                           | audio: 24 video: 4              | audio: 24 video: 4              |
| nano                         | piąta (5G)                   | iPod nano V generacji | Dodanie kamery video z dźwiękiem, radia FM i funkcji Nike+. Powiększenie ekranu o 0,2 cala. Możliwość słuchania muzyki bez słuchawek (wbudowany głośniczek). |                                   |                      |                                                                             |                                 |                                 |
| nano                         | szósta (6G)                  | iPod nano VI generacji | 8, 16 GB | USB (FireWire tylko do ładowania) | 1 września 2010      | Mac: 10.5 Win: XP                                                           | audio: 24                       | audio: 24                       |
| nano                         | szósta (6G)                  | iPod nano VI generacji | Ekran multidotykowy, dodano klips znany z iPoda shuffle, usunięto kamerę i click-wheel. |                                   |                      |                                                                             |                                 |                                 |
| nano                         | siódma (7G)                  | iPod nano 7G | 16 GB | USB                               | 12 września 2012     | Mac: 10.6.8 Win: XP                                                         | audio: 30 video: 3,5            | audio: 30 video: 3,5            |
| nano                         | siódma (7G)                  | iPod nano 7G | Dodano większy, 2,5-calowy ekran multidotykowy oraz przycisk Home (podobny do tego z iPoda Touch), przywrócono obsługę plików wideo, usunięto klips, zastosowano nowe złącze Lightning, dodano łączność bluetooth. |                                   |                      |                                                                             |                                 |                                 |
| shuffle                      | pierwsza (1G)                | first generation iPod shuffle | 512 MB, 1 GB | USB (wtyczka zintegrowana)        | 11 stycznia 2005     | Mac: 10.2 Win: 2000                                                         | audio: 12                       | audio: 12                       |
| shuffle                      | pierwsza (1G)                | first generation iPod shuffle | Nowy model. Używa pamięci flash, nie posiada ekranu. |                                   |                      |                                                                             |                                 |                                 |
| shuffle                      | druga (2G)                   | second generation iPod shuffle | 1 GB, 2 GB | USB                               | 12 września 2006     | Mac: 10.3 Win: 2000                                                         | audio: 12                       | audio: 12                       |
| shuffle                      | druga (2G)                   | second generation iPod shuffle | Bardzo mały, z praktycznym klipsem do ubrań o oryginalnym designie. Cztery warianty kolorystyczne. We wrześniu 2007 lifting modelu, w lutym 2008 premiera wersji z 2 GB. |                                   |                      |                                                                             |                                 |                                 |
| shuffle                      | trzecia (3G)                 | thirdgeneration iPod shuffle | 2 GB, 4 GB | USB                               | 14 marca 2009        | Mac: 10.3 Win: 2000                                                         | audio: 10                       | audio: 10                       |
| shuffle                      | trzecia (3G)                 | thirdgeneration iPod shuffle | Dodana funkcja VoiceOver, przyciski sterujące urządzeniem z obudowy odtwarzacza przeniesiono na pilot od słuchawek. We wrześniu 2009 Apple wydało iPoda shuffle w pięciu kolorach: srebrnym, czarnym, niebieskim, zielonym i różowym. Nowy model występuje w dwóch wersjach o pojemnościach 2 i 4 GB. Powstała także limitowana edycja, zrobiona z polerowanej stali. |                                   |                      |                                                                             |                                 |                                 |
| shuffle                      | czwarta (4G)                 | Ipod Shuffle IV generacji | 2 GB | USB                               | 1 września 2010      | Mac: 10.3 Win: XP                                                           | audio: 15                       | audio: 15                       |
| shuffle                      | czwarta (4G)                 | Ipod Shuffle IV generacji | Powrócono do kontroli znanej z 2 generacji. Posiada klips do ubrań i funkcję VoiceOver. Pięć wariantów kolorystycznych. |                                   |                      |                                                                             |                                 |                                 |
| touch                        | pierwsza (1G)                | iPod touch | 8, 16, 32 GB | USB (FireWire tylko do ładowania) | 5 września 2007      | Mac: 10.4.10 Win: XP                                                        | audio: 22 video: 5              | audio: 22 video: 5              |
| touch                        | pierwsza (1G)                | iPod touch | Ekran multidotykowy; wzornictwo podobne do iPhone, jednak cieńszy i krótszy z tym samym ekranem, systemem operacyjnym o nazwie iPhone OS i przeglądarką sieciową Safari 3. Pierwszy iPod z Wi-Fi (802.11 b/g), bezprzewodowym połączeniem z witryną YouTube bez wtyczki Adobe Flash i ze sklepem iTunes Store.                                                        |                                   |                      |                                                                             |                                 |                                 |
| touch                        | druga (2G)                   | iPod touch II generacji | 8, 16, 32 GB | USB (FireWire tylko do ładowania) | 9 września 2008      | Mac: 10.4 Win: XP                                                           | audio: 36 video: 6              | audio: 36 video: 6              |
| touch                        | druga (2G)                   | iPod touch II generacji | Dodana funkcja Nike+, głośniki, zmieniony chromowany tył, dodano dedykowane przyciski sterujące siłą głosu. |                                   |                      |                                                                             |                                 |                                 |
| touch                        | trzecia (3G)                 | | 32, 64 GB | USB (FireWire tylko do ładowania) | 10 września 2009     | Mac: 10.4 Win: XP                                                           | audio: 30 video: 6              | audio: 30 video: 6              |
| touch                        | trzecia (3G)                 | Została dodana funkcja VoiceOver. Nowy procesor o taktowaniu 600 Mhz, dwukrotna ilość pamięci RAM (256MB) względem poprzednika oraz nowa, lepsza karta graficzna. | |                                   |                      |                                                                             |                                 |                                 |
| touch                        | czwarta (4G)                 | iPod touch IV generacji | 8, 16, 32, 64 GB | USB (FireWire tylko do ładowania) | 7 września 2010      | Mac: 10.5 Win: XP,7                                                         | audio: 40 video: 7              | audio: 40 video: 7              |
| touch                        | czwarta (4G)                 | iPod touch IV generacji | Nowy iPod Touch posiada wyświetlacz Retina o 4-kronie większej gęstości pikseli (326 na cal) pracujący z rozdzielczością 640x960. Dodano do niego 3 osiowy żyroskop. Zwiększono pojemność baterii. Zamontowano też 2 kamery (tył 1280x720, przód VGA). Za pomocą kamer można robić zdjęcia, nagrywać wideo oraz prowadzić wideo-rozmowy korzystając z Face Time.      |                                   |                      |                                                                             |                                 |                                 |
| touch                        | piąta (5G)                   | iPod Touch 5G | 16, 32, 64 GB | USB (Lightning)                   | 12 września 2012     | Mac: 10.6.8 Win: XP                                                         | audio: 40 video: 8              | audio: 40 video: 8              |
| touch                        | piąta (5G)                   | iPod Touch 5G | Wydłużony, 4-calowy wyświetlacz (326 ppi) o rozdzielczości 1136x640 i proporcjach 16:9, pięć wariantów kolorystycznych, tylny aparat 5 Mpx z możliwością kręcenia filmów 1080p, przedni - 1,2 Mpx z wideo 720p, pamięć zwiększona do 512 MB, dodano obsługę Siri. |                                   |                      |                                                                             |                                 |                                 |

## Sprzedaż

Sprzedaż iPodów w kwartałach. Kliknij, aby przejść do źródeł. Pamiętaj, że Q1 oznacza kwartał od października do grudnia, obejmujący okres zwiększonych zakupów świątecznych.

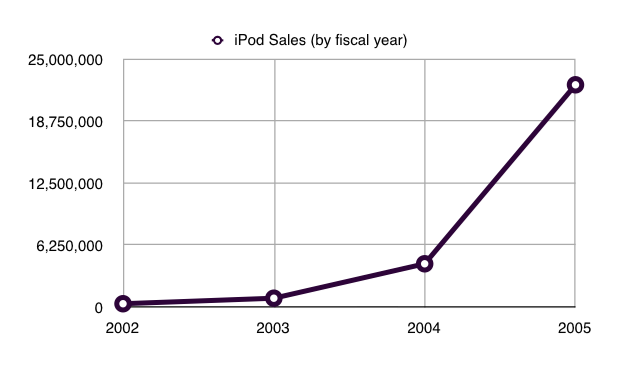
Sprzedaż iPodów latami według Apple

Sprzedaż iPodów według raportów rocznych Apple Inc.:

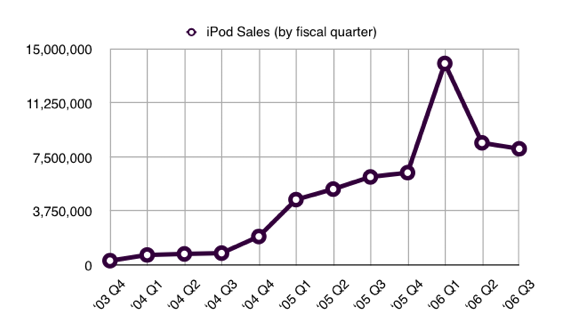
Sprzedaż kwartalna iPodów według Apple

| Rok fiskalny | Sprzedane iPody |
| ------------ | --------------- |
| 2002         | 381 000         |
| 2003         | 939 000         |
| 2004         | 4 416 000       |
| 2005         | 22 497 000      |
| Razem        | 28 233 000      |

Sprzedaż iPodów według raportów kwartalnych Apple Inc.:
| Kwartał fiskalny | Sprzedane iPody |
| ---------------- | --------------- |
| 2002 Q1          |                 |
| 2002 Q2          |                 |
| 2002 Q3          |                 |
| 2002 Q4          | 140 000         |
| 2003 Q1          | 216 000         |
| 2003 Q2          | 78 000          |
| 2003 Q3          | 304 000         |
| 2003 Q4          | 336 000         |
| 2004 Q1          | 733 000         |
| 2004 Q2          | 807 000         |
| 2004 Q3          | 860 000         |
| 2004 Q4          | 2 016 000       |
| 2005 Q1          | 4 580 000       |
| 2005 Q2          | 5 311 000       |
| 2005 Q3          | 6 155 000       |
| 2005 Q4          | 6 451 000       |
| 2006 Q1          | 14 043 000      |
| 2006 Q2          | 8 526 000       |
| 2006 Q3          | 8 111 000       |
| 2006 Q4          | 8 729 000       |
| Razem            | 67 642 000      |

## Alternatywne oprogramowanie

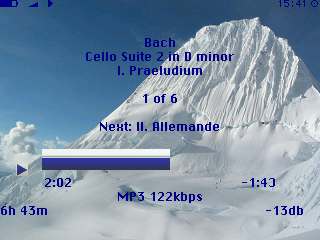
Rockbox na iPodzie Video, styl Minty

Dla odtwarzaczy z serii iPod dostępne jest oprogramowanie Open Source zastępujące oryginalny firmware dostarczony przez Apple. Jednym z nich jest iPodLinux – specjalna wersja Linuksa na iPoda. W kwietniu 2006 roku iPodLinux zapewniał oficjalne wsparcie dla iPodów pierwszej, drugiej i trzeciej generacji, poprawna instalacja była jednak możliwa także na pozostałych modelach (poza shuffle).
Drugim, uzupełniającym iPodLinuksa jest działający od końca 2005 roku na iPodach Rockbox. Oficjalną funkcjonalną wersję dla piątej generacji i nano ogłoszono w styczniu 2006 roku, zaś w lipcu 2006 Rockbox obsługiwał poprawnie iPody piątej generacji, Nano, Photo/Color, czwartej generacji czarno-biały, trzeciej generacji i mini 1G/2G.
Alternatywne oprogramowanie umożliwia m.in. odtwarzanie plików w nieobsługiwanych przez oryginalne oprogramowanie formatach, takich jak FLAC, Ogg Vorbis czy MIDI oraz dostęp do większej liczby gier, takich jak np. Doom obecny na obu platformach.

## Modyfikacje
Poza zmianą oprogramowania iPody często były obiektem nieautoryzowanych modyfikacji tzw. modów. Do popularnych przeróbek należy wymiana dysku talerzowego HDD w iPod Classic na specjalny adapter pozwalający użyć pamięci flash (np. kart SD, CompactFlash). Modyfikacja jest popularna, ponieważ iPod staje się bardziej odporny na wstrząsy, a pojemność urządzenia może się znacznie zwiększyć. Ponadto karty pamięci są dużo bardziej energooszczędne, dzięki czemu wydłuża się czas pracy urządzenia. Autorzy modyfikacji potrafią też zmienić oryginalny port 30-pinowy na złącze USB-C czy dodać moduł bluetooth pozwalający na podłączenie słuchawek bezprzewodowych.

## Konkurencja
Do głównych konkurentów marki należą: Creative, Cowon, Iriver, Phillips, Samsung oraz Sony.